# Циншуй (монах)
Чэнь Чжаои́нь (кит. трад. 陳昭應), монашеское имя Циншу́й (кит. 清水, пиньинь Qīngshuǐ), также известен как Цзуши-гун (祖師 公) — чань-буддийский монах. Поговаривали, что он владеет сверхъестественными силами. Считается, что он получил их благодаря медитации. Благодаря своим силам, он спас уезд Аньси во время засухи, призвав дождь, который пролился на землю. Жители построили в его честь святыню и Цзуши-гун стал обожествленным человеком в китайской народной религии.
Также Циншуй известен под следующими псевдонимами:
- Предок с выступающим носом (落鼻祖師公), поскольку на портретах Циншуй изображался с крупным носом.
- Чернолицый Предок (烏面祖師公).

Цзуши-гуну поклоняются в разных странах, но особенную популярность он получил на Тайване. Его день рождения празднуется на 6 день 6 месяца по лунному календарю.

## Жизнь
Циншуй родился в 1047 году. Он стал монахом в раннем возрасте и глава монастыря сразу заметил его потенциал. Когда глава монастыря скончался, Циншуй занял его место. Ему приписывают множество известных цитат, дошедших до наших дней.

## Достижения
Ниже перечислены достижения Цзуши-гуна:
- Строительство мостов. Он помог построить более 10 мостов вокруг городов.
- Развитие травничества. В Китае есть поговорка: «Когда вы спасете жизнь одному человеку, это поможет вам даже больше, чем вознесение на небеса после смерти». Он изучил много лекарственных трав и его познания были на уровне профессионала.
- Молитва о дожде. Люди верили, что обычный человек не может контролировать погоду, только святой может это сделать. За свою жизнь Циншуй несколько раз призывал дождь во время засухи.

## Почитание
В прошлом потомки поклонялись Цзуши-гуну, принося фрукты, пирожные и овощи в качестве жертвенных предметов в день его рождения. Таким образом они показывали преданность его учению и выказывали свою любовь. До сих пор многие люди посещают его храмы на протяжении многих лет и молятся о божественной защите. Некоторые считают, что благодаря своим визитам они станут необычайно удачливыми.

## Храмы, посвященные Циншуй
- Храм Змеи : Пенанг, Малайзия
- Храм Циншуй: Тайбэй, Тайвань
- Храм Цуши: Тайбэй, Тайвань
- Храм Фушань: Янгон, Мьянма
- Храм Сав Си Гон: Моулмэйн, Мьянма